# Music in Similar Motion
Music in Similar Motion est une œuvre musicale de Philip Glass composée en 1969 pour n'importe quel instrument. Cette composition fait partie des premières œuvres de la musique minimaliste.

## Historique
Music in Similar Motion est le fruit des processus répétitifs additifs d'une cellule musicale de huit notes mis en place par Glass au début de 1969 avec Music in Fifths. La première mondiale est donnée à New York en novembre 1969.
En 1981, Philip Glass en réalise une orchestration pour un ensemble à cordes, vents, et cuivres qui sera donnée en première mondiale au Théâtre de la Ville à Paris le 25 mai 1981 par l'Ensemble intercontemporain dirigé par Dennis Russell Davies.

## Structure
1. Part I
2. Part II
3. Part III
4. Part IV

## Enregistrements
- Music in Similar Motion par le Philip Glass Ensemble chez Nonesuch Records, 1994.